# Лука (име)
Лука је мушко име грчког порекла. Потиче од грчке речи „лукс“ што значи „светлост, светлећи“. 
Овим именом се често означавао житељ Луцаније, области у Италији.

## Варијације имена
- Лукас (грч: Λουκάς)
- Лука (срп: Лука)
- Лук (енг: Luke)
- Лукијан, Луцијан (Lucian), Луцијус (Lucius).
- Лукаш (пољ: Łukasz)

## Историјат
Најпознатији Лука је, свакако, апостол Лука, аутор трећег јеванђеља у Светом писму и Дела апостолских. Био је познат као лекар који је путовао у пратњи Светог Павла.

## Празник
У неким земљама се веома много придаје личном имену и обичај је да се прославља дан свеца по коме је особа добила име. Грци обележавају имендан за Луку сваког 18. октобра 
.

## Презиме
Код Американаца постоји познато презиме Лукас (Lucas), а код Срба Лукић.

## Познате личности
- Лука, апостол
- Лука Кранах Старији (1472—1553), сликар.
- Лука Кранах Млађи (1515—1586), сликар.
- Лука Лазаревић (1774—1852)
- Лукијан Мушицки (1777—1837)
- Лук Пери, холивудски глумац
- Лук Еванс, британски глумац и певач